# 戈特蒂凯雷
戈特蒂凯雷（Gottikere），是印度卡纳塔克邦Bangalore县的一个城镇。总人口11149（2001年）。

## 人口
该地2001年总人口11149人，其中男性5978人，女性5171人；0—6岁人口1323人，其中男709人，女614人；识字率69.56%，其中男性为74.92%，女性为63.35%。